# آهن (II)

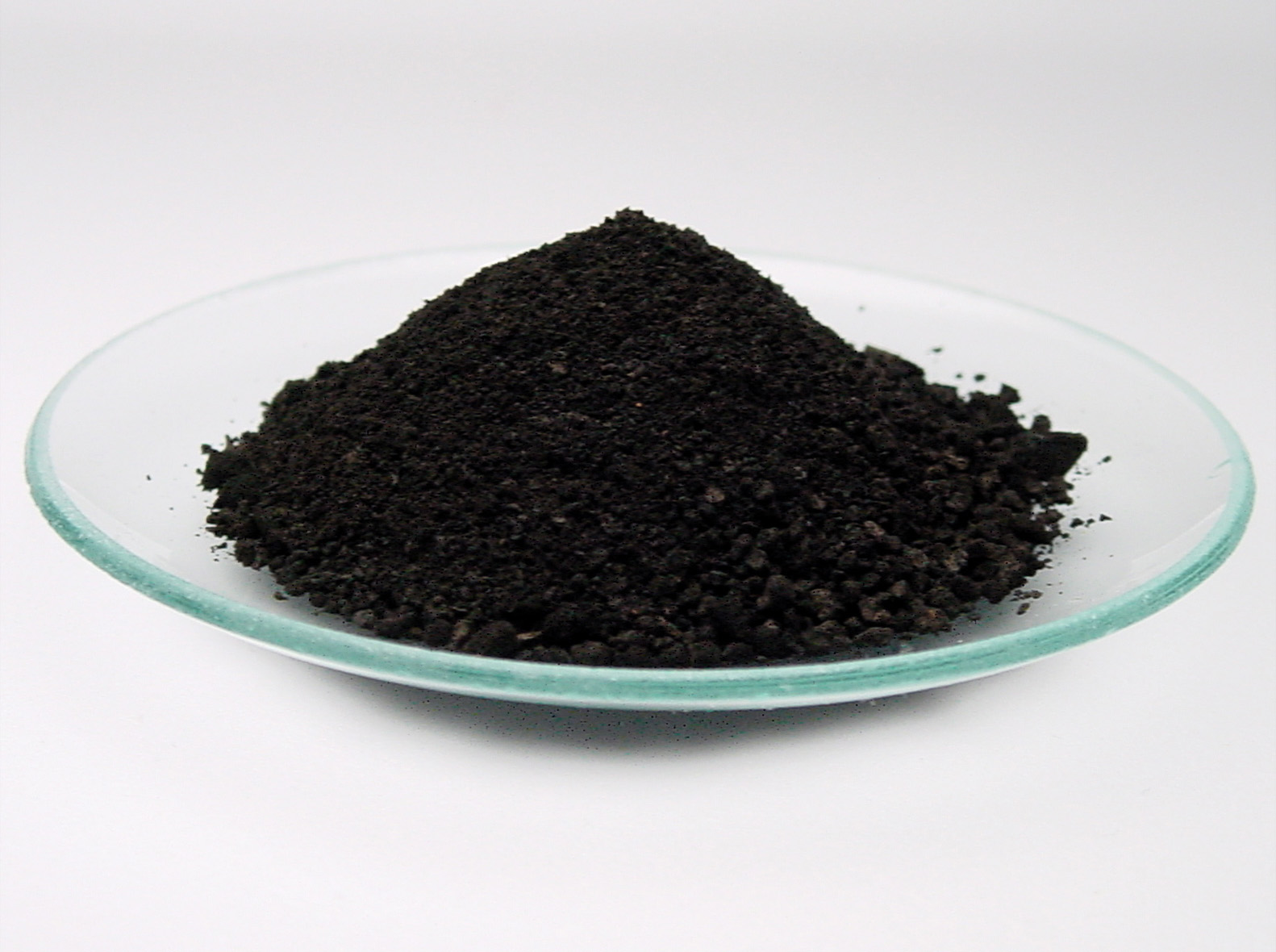
اکسید آهن (II)

نمودار پوربه برای آهن اکسیده

آهن (II) (ferrum) یا فروس در شیمی، صفت ترکیبی را نشان می‌دهد که حاوی آهن (II) است، یعنی آهن در حالت اکسیداسیون +۲، احتمالاً به عنوان کاتیون دو ظرفیتی Fe2+. این حالت با «آهن» یا آهن (III) مخالف است، به معنی آهن در حالت اکسیداسیون +۳، مانند کاتیون سه ظرفیتی Fe3+. این کاربرد تا حد زیادی با نامگذاری آیوپاک جایگزین شده‌است، که خواستار نشان دادن حالت اکسیداسیون با اعداد رومی در پرانتز است، مانند اکسید آهن (II) برای اکسید آهن (FeO)، اکسید آهن (III) برای اکسید آهن (Fe2O3) و اکسید آهن (II,III) برای اکسید Fe3O4 که حاوی هر دو شکل آهن است.

در خارج از شیمی، "فروس" به‌طور کلی به معنای "حاوی آهن" است. این کلمه از کلمه لاتین ferrum ("آهن") گرفته شده‌است. فلزات آهنی عبارتند از فولاد و آهن خام (با محتوای کربن چند درصد) و آلیاژهای آهن با سایر فلزات (مانند فولاد ضدزنگ). "غیر آهنی" برای توصیف فلزات و آلیاژهایی استفاده می. شود که حاوی مقدار قابل توجهی آهن نیستند.
اصطلاح «فروس» معمولاً تنها برای فلزات و آلیاژها به کار می‌رود. به جای آن، صفت فروس برای اشاره به مواد غیرفلزی حاوی آهن، مانند «آب آهن‌دار» به کار می‌رود. یا به رنگ قهوه‌ای مایل به نارنجی شبیه رنگ زنگ‌زدگی.

## نگارخانه

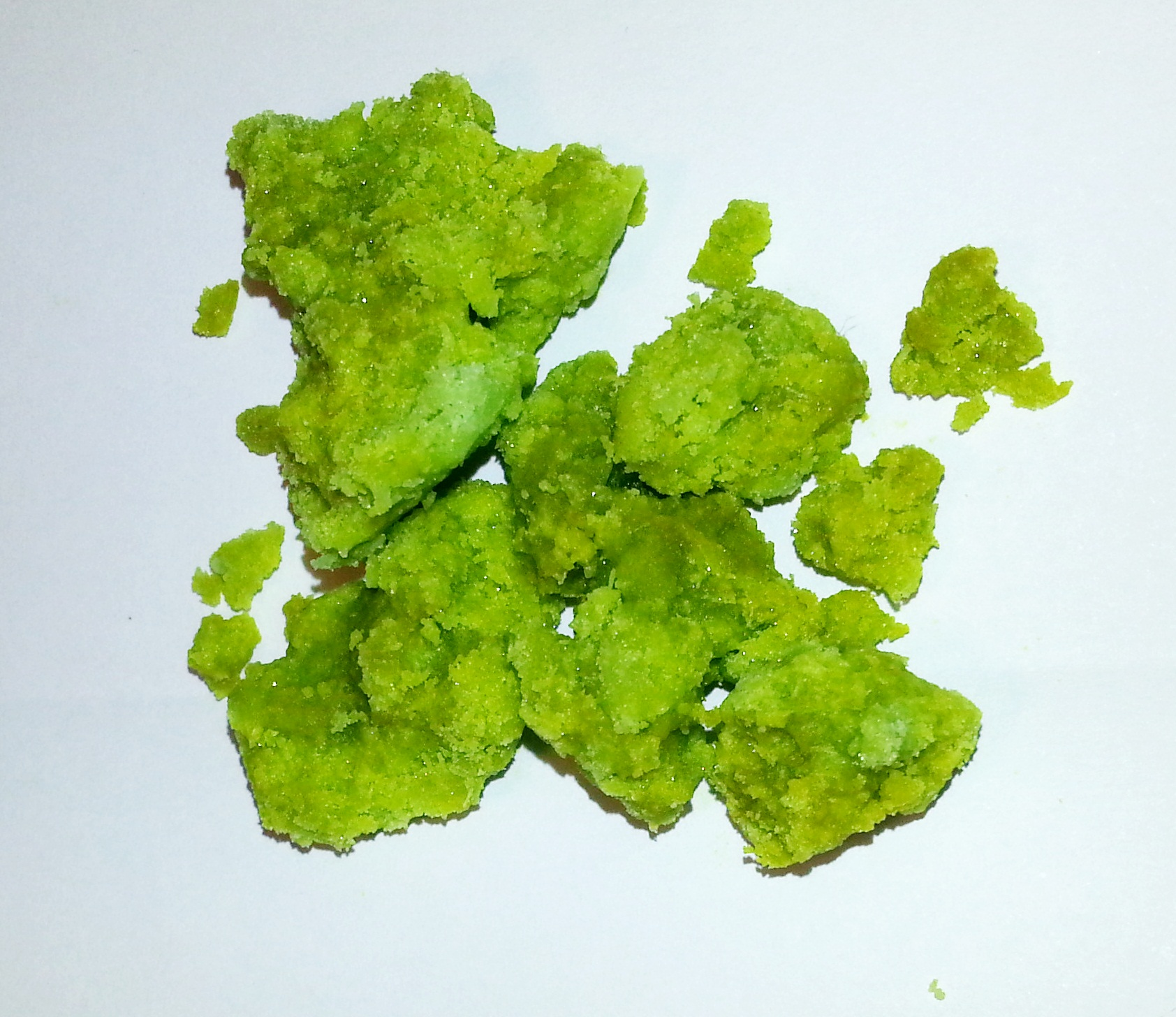
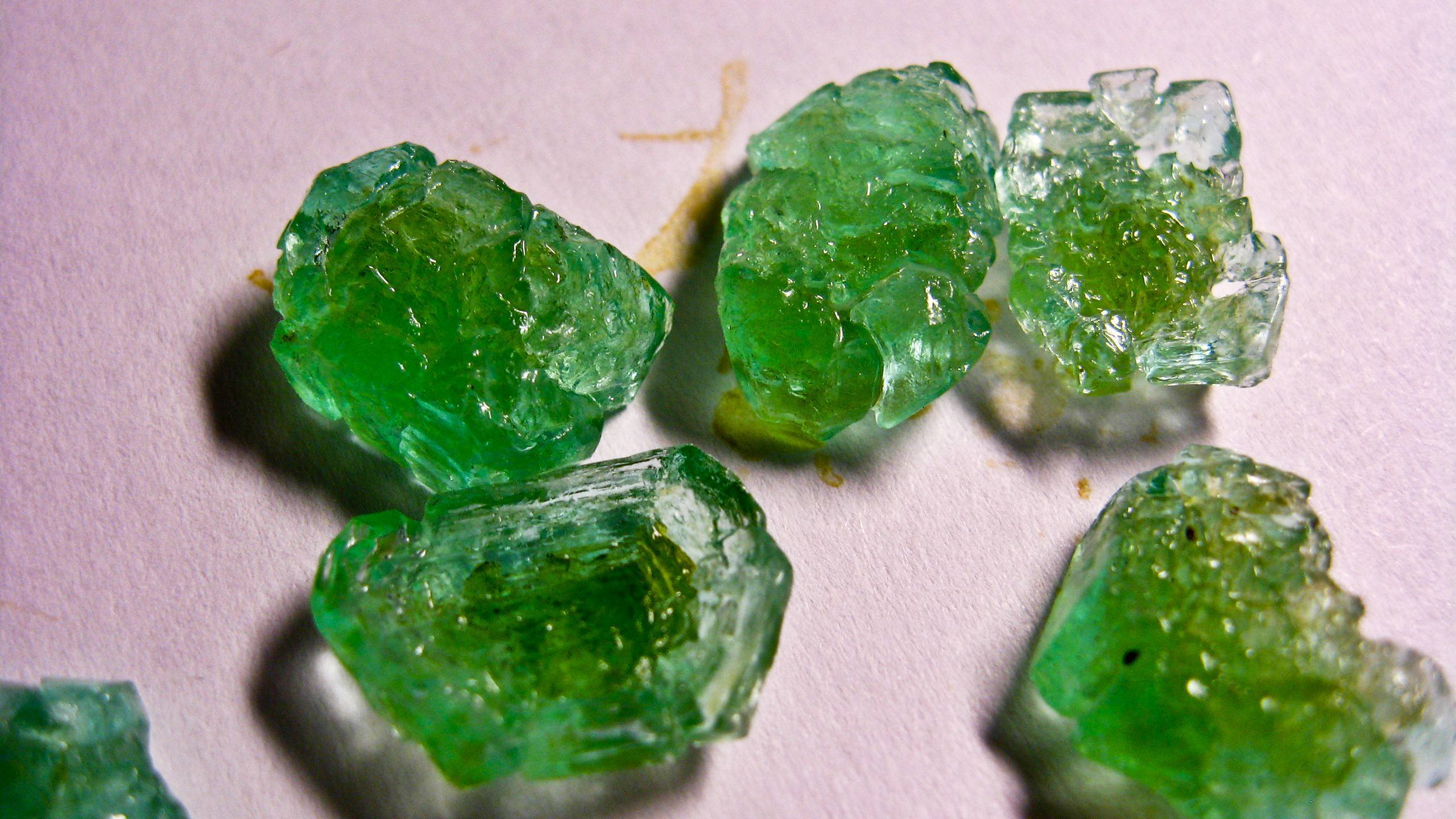
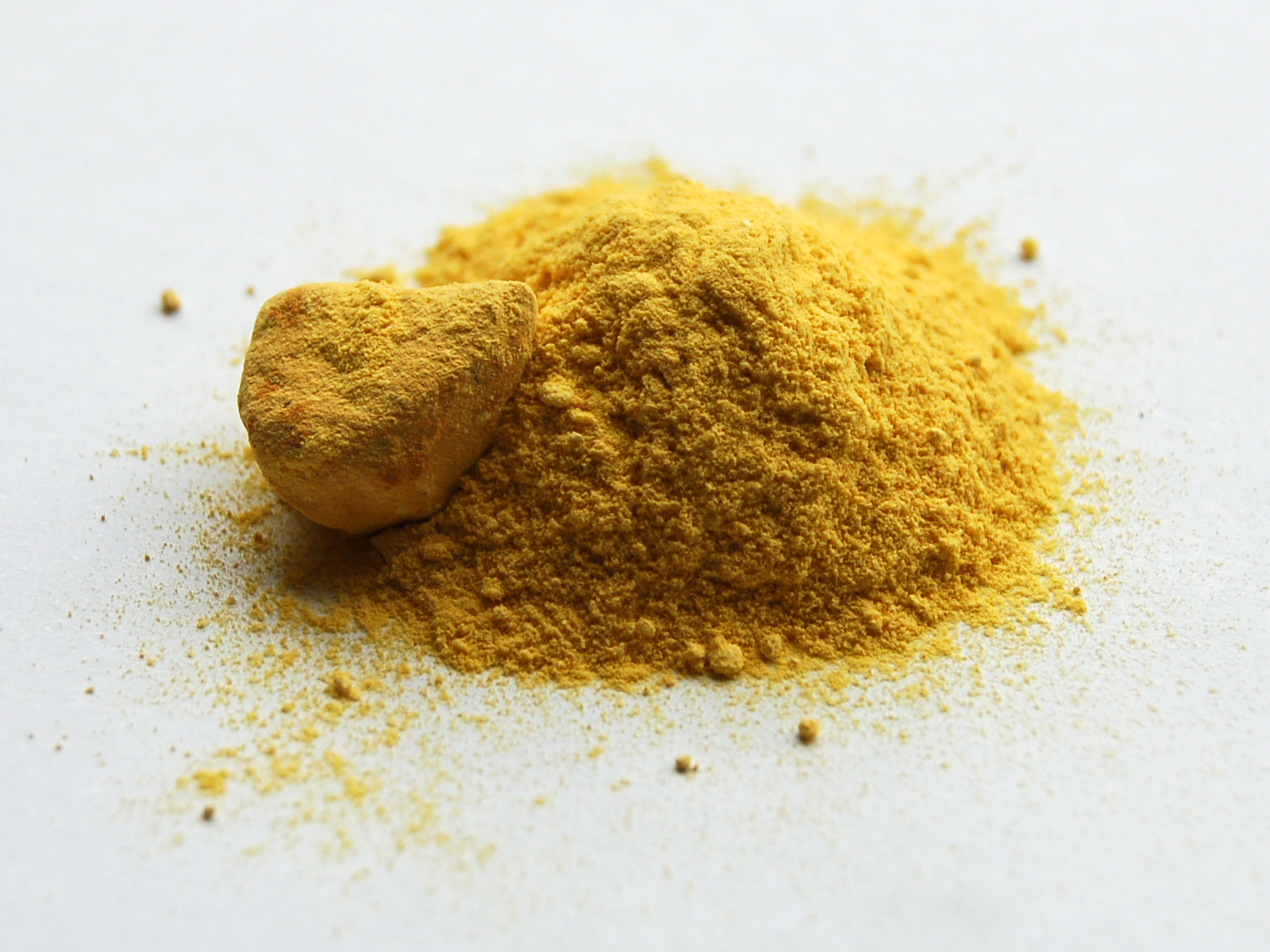
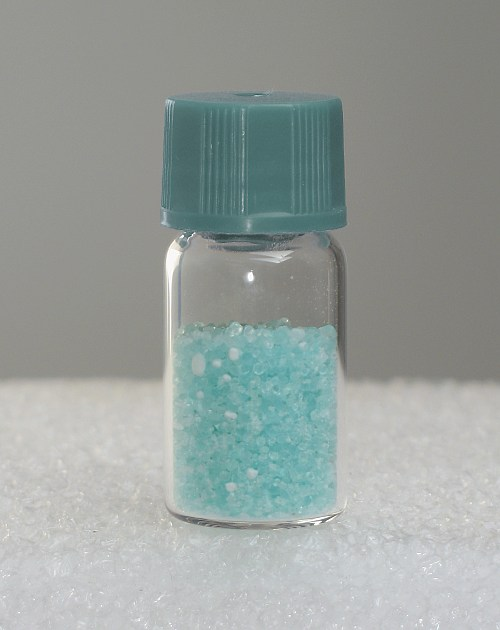
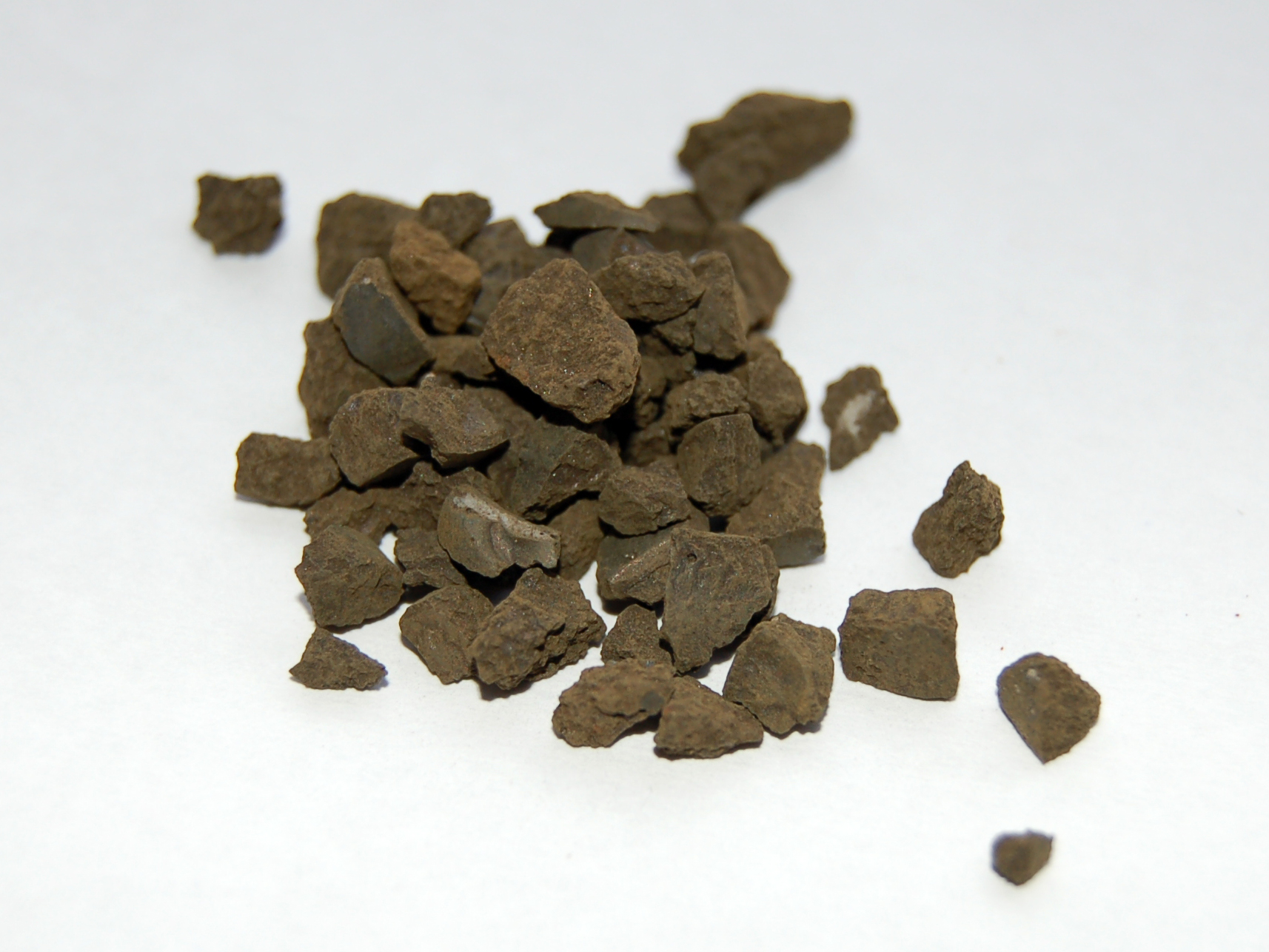
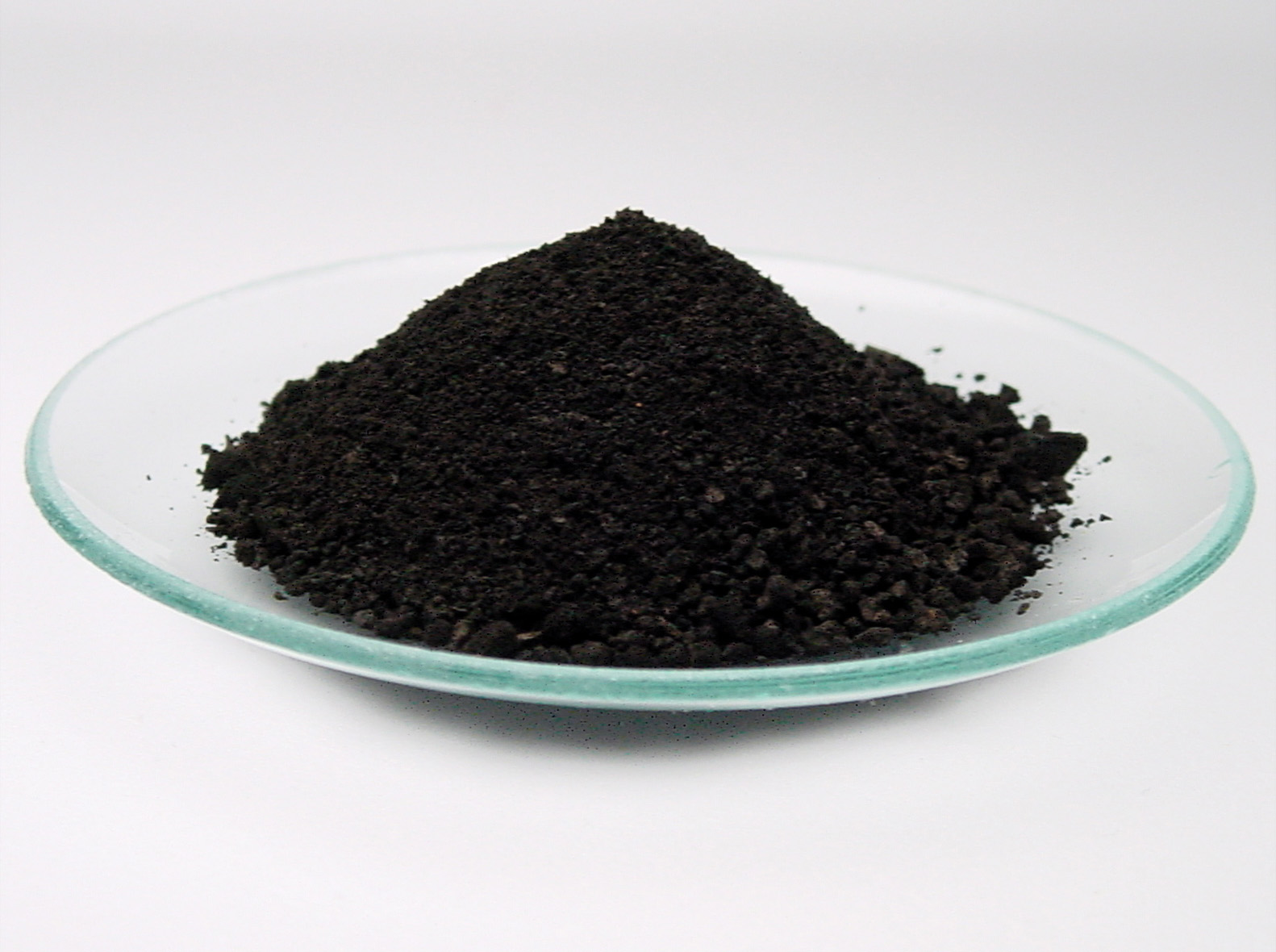
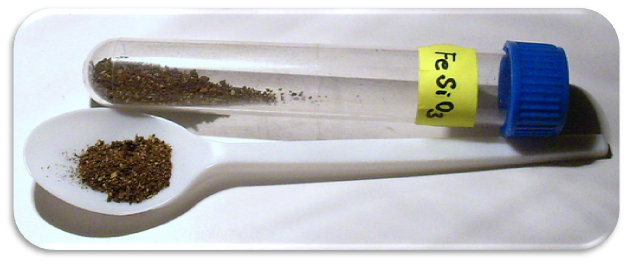
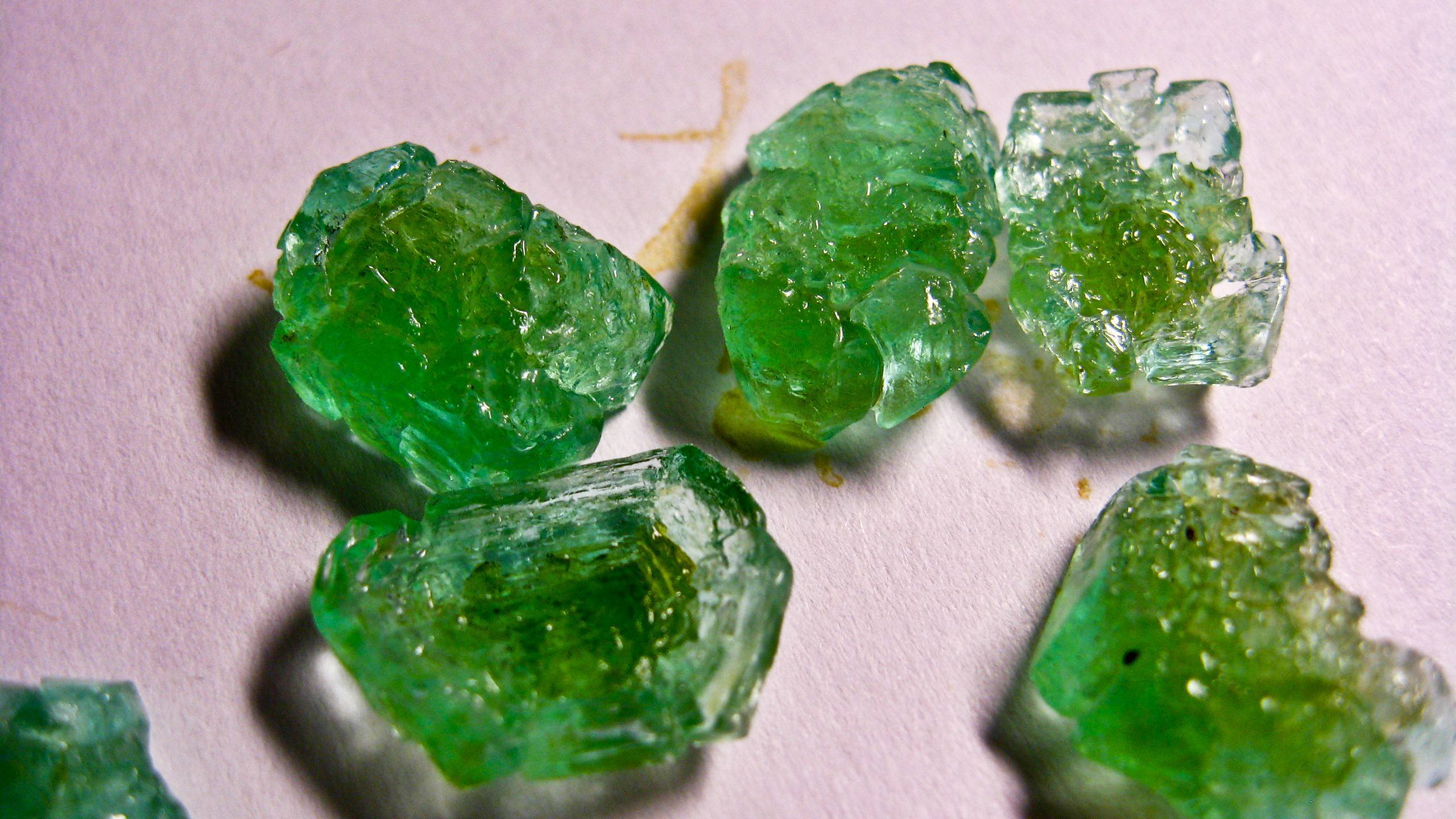
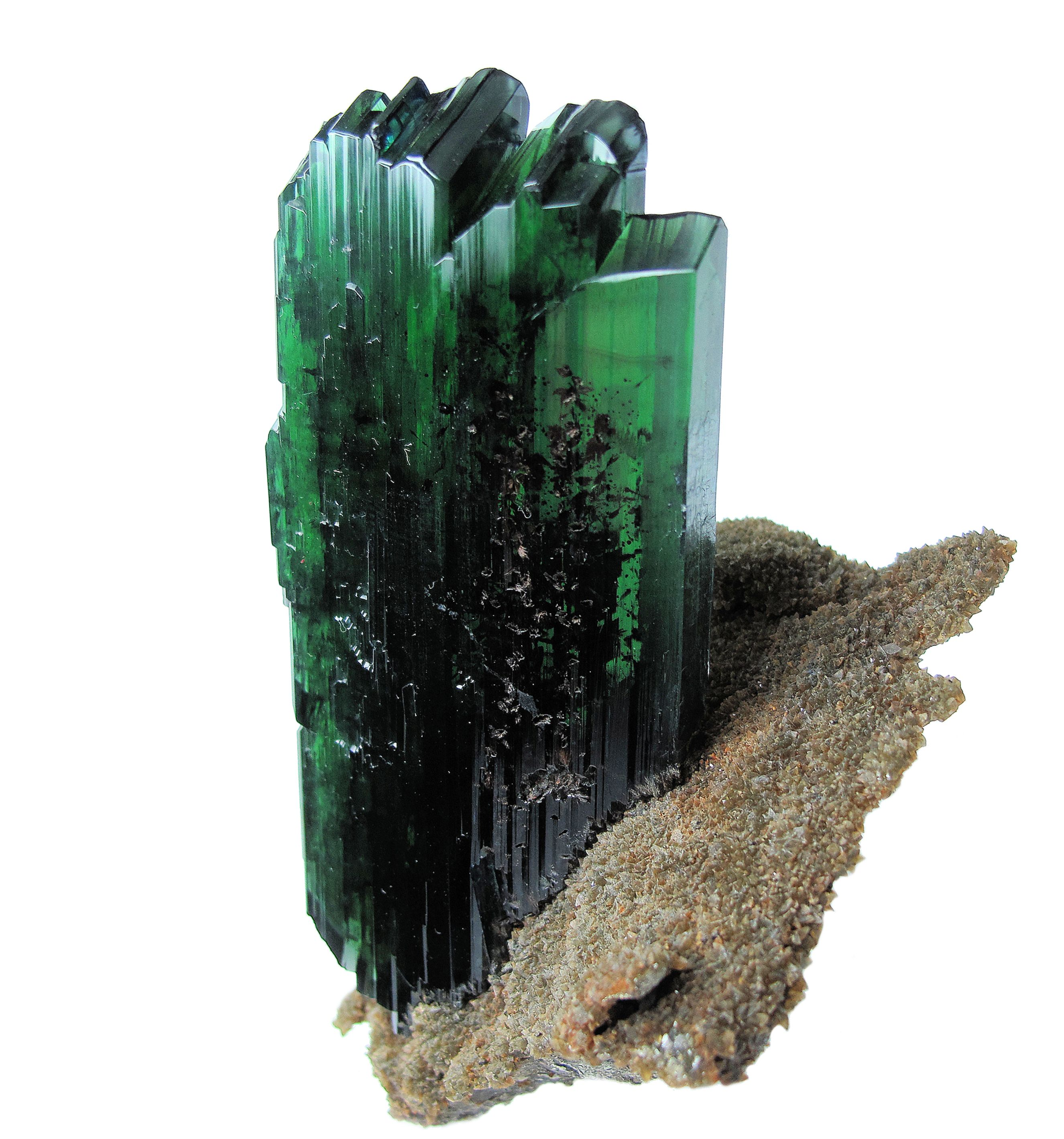